# Маркове (Молодечненський район)
Маркове (біл. вёска 	Маркава) — село в складі Молодечненського району Мінської області, Білорусь. Село є адміністративним центром Марківської сільської ради, розташоване в західній частині області.